# Portrait eines Helden
Portrait eines Helden ist ein deutscher Fernsehfilm aus dem Jahr 1966 von Michael Kehlmann. Er basiert auf dem Roman La Face von Pierre Boulle.

## Handlung
Das junge Mädchen Millicent Bishop, genannt Millie, wird seit zwei Tagen von ihrem Vater vermisst. In der kleinen amerikanischen Stadt, in der die beiden leben, ist es jedoch ein offenes Geheimnis, dass sie bei Harold Rutland ist: einem Sohn aus reichem Hause, der in Abwesenheit seiner Eltern zügellose Partys feiert. Nachts im Garten der Villa gesteht Millicent Harold, dass sie von ihm schwanger ist. Er weist jedoch jede Verantwortung von sich und verstößt sie. Der gerade neu gewählte Bezirksstaatsanwalt David Poole, der sich Rutlands berüchtigte Partys genauer ansehen wollte, belauscht zufällig das Gespräch zwischen den beiden. Als er später von ihrem Verschwinden erfährt, vermutet er, dass Millie sich im nahegelegenen Fluss ertränkt hat, wofür er dem verkommenen und amoralischen Harold die Schuld gibt. Da er beim Belauschen der beiden jedoch unerlaubterweise dessen Grundstück betreten und sich damit selbst strafbar gemacht hat, will er den Fall nicht übernehmen und als Staatsanwalt zurücktreten. Seine Sekretärin Elisabeth, eine junge schwarze Frau, die selbst Anwältin werden möchte, hält ihn aber von diesem Schritt ab. Sie weiß, wie sehr er sich schon für die Belange der Afroamerikaner eingesetzt hat.
Bei der Aufklärung des Vermisstenfalls muss Poole gegen die Widerstände seiner Vorgesetzten und seines Stellvertreters Simon de Grange ankämpfen. Denn Harold Rutlands Vater ist ein reicher Philanthrop, dem die Stadt viel zu verdanken hat, und der verhindern möchte, dass sein Sohn vor Gericht kommt. Durch Zeugenaussagen weiß Poole aber, dass Harold und Millie an den Abend zusammen gesehen wurden. Als er endlich erreichen kann, dass der Fluss abgesucht wird, findet man Millies Leiche unweit von Harolds Haus. Poole weiß, dass Harold im juristischen Sinne unschuldig ist, aber Millie in den Tod getrieben hat. Harold selbst stand unter Alkohol- und Drogeneinfluss und kann sich an die Details der Nacht nicht erinnern. Damit steht Poole zwischen seiner Gesetzestreue und seinem inneren Gerechtigkeitsempfinden – er entscheidet sich für das Letztere und strengt einen Mordprozess gegen Harold an. Der Generalstaatsanwalt sowie Pooles alter Juraprofessor wollen ihn überzeugen, aus Rücksicht auf die finanzielle Abhängigkeit der Stadt von Harolds Vater auf die Mordanklage zu verzichten und stattdessen auf fahrlässige Tötung oder Totschlag (und damit ein niedrigeres Strafmaß) zu plädieren. Poole will sich nicht korrumpieren lassen, als man aber seine Versetzung androht, geht er zum Schein darauf ein.
Pooles Sekretärin Elisabeth hatte inzwischen, dank eines von Poole vermittelten Stipendiums, die Stadt verlassen und ein Jurastudium begonnen. Als sie nun von dem Prozess hört, eilt sie zurück, denn sie ist außer Poole die Einzige, die von Harolds (juristischer) Unschuld weiß. Pooles Stellvertreter de Grange kann aber verhindern, dass sie im letzten Moment in den Prozess eingreift, und so kann Poole sein Schlussplädoyer beenden und – entgegen der Abmachung – doch auf Mord und damit auf die Todesstrafe plädieren. Das Urteil selbst wird nicht mehr gezeigt, jedoch kann man wegen des hohen Ansehens, das Poole in der Stadt genießt, davon ausgehen, dass die Geschworenen seinem Antrag folgen werden.

## Produktion
Der vom Bayerischen Rundfunk produzierte Film wurde im November 1965 gedreht und am 17. Mai 1966 zum ersten Mal ausgestrahlt. Der bereits schwerkranke Hauptdarsteller Robert Graf spielte seine letzte Rolle, erlebte die Ausstrahlung nicht mehr und starb im Februar 1966.